# Definiție
Definiția este operația logică prin care se stabilesc însușirile unui lucru, unei noțiuni etc. Se numește definire și enunțul prin care se face această operație. (Expresie) Prin definiție = prin însăși natura lucrului, decurgând în mod necesar din totalitatea notelor sale caracteristice.
Adesea, definirea unei noțiuni se face prin indicarea genului proxim și a diferenței specifice: genul proxim este termenul de referință al definiției, cel mai apropiat ca sens de noțiunea definită; diferența specifică este trăsătura caracteristică a noțiunii, care o deosebește de celelalte noținui cuprinse în genul său proxim.
Pentru ca o definiție să fie funcțională, ea trebuie să îndeplinească următoarele condiții:
1. Să fie caracteristică;
2. Să nu fie circulară (un cuvânt nu se definește prin el însuși);
3. Să fie clară și precisă;
4. Să fie logic afirmativă;
5. Să nu conțină contradicții.

Definiția încheie un proces de cunoaștere.

## Clasificarea definițiilor
Definiția este un proces de o asemenea importanță încât o concepție generală despre lume este dependentă de modul de concepere a definiției.
Până în prezent s-au conceput definițiile în urmatoarele moduri: realist (definim entități reale), conceptualist (definim concepte), nominalist (definim termeni), convenționalist ( definim liber ales). Întotdeauna este bine ca înaintea definiției să precizăm concepția despre definiție pe care o utilizăm.
Logicianul Gheorghe Enescu a dat urmatoarea schemă generală de clasificare a definițiilor:
1. După natura entității definite:
a. Definiție reală (definiția se referă la obiecte reale sau abstracte);
b. Definiție nominală (definiția se referă la termeni și în genere, la expresii);
c. Definiție formală (definiția se referă la obiecte formale, la elemente ale sistemului formal).
2. După natura definitorului:
a. Definiție de esență (definiția dă o caracteristică esențială sau mai multe ale entității definite);
b. Definiție genetică (se indică modul specific de generare a entității definite);
c. Definiție de relație (se determină sistemul de relații caracteristice entității, de exemplu relații spațio-temporale ș.a.);
d. Definiție operațională (după metoda de fixare practică, metodologică a obiectului, de exemplu înregistrarea efectelor, măsura, comportare în situație experimentală ș.a.) A fost introdusă de Percy Bridgman.
3. După relația însușirii definitorii cu entitatea definită:
a. Definiție predicativă;
b. Definiție nepredicativă;
4. După modul de stabilire a definitului:
a. Definiție ostensivă (prin indicarea obiectului vizat);
b. Definiție prin înregistrarea unor determinări caracteristice;
c. Definiție prin indicarea sistemului de relații din care obiectul face parte ( de exemplu cu ajutorul unui sistem de axiome);
d. Definiție constructivă (inductive sau recursive).
5. După forma logico-lingvistică a definiției:
a. Definiție simplă (printr-o propoziție);
b. Definiție complexă (printr-un sistem de propoziții sau reguli);
c. Definiție contextuală (definitul reiese din contextul utilizat);
d. Definiție prin operatori speciali (λ,ε ș.a.);
e. Definiție explicită;
f. Definiție implicită;
g. Definiție prin abstracție.
6. După poziția în procesul cunoașterii:
a. Definiție stipulativă ( de introducere a unui termen sau concept nou);
b. Definiție explicativă (un concept sau un termen este explicat prin altele);
c. Definiție de precizare (se precizează conceptul sau sensul termenului prin clasificări sau extinderi, ori restricții).